# 諸井春畦
諸井 春畦（もろい しゅんけい、1866年3月30日（慶応2年2月14日） - 1919年（大正8年）5月9日）は、明治期から大正期にかけての実業家、書家。諱は直行、字は習郷、通称は時三郎。春畦は号である。

## 生い立ち
武蔵国児玉郡本庄宿（現在の埼玉県本庄市）の諸井泉衛（郵便諸井）の三男として生まれる。兄諸井恒平は秩父セメント会社の創設者であり、弟諸井四郎は東亜製粉会社の創設者、その弟の六郎は陸奥条約改正に尽力した外交官。いわゆる、日本の近代化に深く貢献した東諸井家の一族である（そのため、渋沢栄一とは親類関係に当たる）。養子に柳田誠二郎（のちに日本航空の社長となる）。

## 略歴
上京して経済学を修め、日本初のビルブローカー業（コール取引、すなわち銀行間決済資金融資業務）を始めた。そのため、日本ビルブローカー業の創始者とされる。書の大家である西川春洞に学び、自身も書の大家となった。春畦（時三郎）の妻であるクラも西川春洞の門下生であり、号を華畦、夫婦共に書家であり、共に春洞門七福神の1人であった。1904年（明治37年）、豊道春海などと共に謙慎堂同窓会を結成。1906年（明治39年）頃、上京して来た誠二郎を養子として受け入れ、1911年（明治44年）には明治書道会を結成し、その会長となり、著書に『書法三角論』、『書家宝典』などがある。そのわずか8年後の1919年（大正8年）に、流行性感冒（スペインかぜ）のため東京日本橋濱町にて54歳で没した（兄弟の中でもかなり若い内に亡くなった）。墓所は埼玉県の安養院。安養院には、「春畦諸井先生碑」が置かれている。

## 書風
春畦は、楷書・隷書を得意とし、力強く潤いのある整然とした書風、と評されている。
著書の『書法三角論』（字を全体的に三角形に書く）は、欧米の学理を取り入れて独自の書風を編み出したものである。

## その他
- 養子の誠二郎は春畦の没後、相続権を放棄し、35歳の時に旧姓に戻ったが、養子の間は東諸井家の一員（13歳から35歳の22年間は諸井誠二郎）ということになる。
- 春畦の没後、遺された弟子達が集まり、春畦会（財団法人）を組織し、毎月、命日である9日をもって、未亡人となった華畦刀自の許に参集し、墓参り後、書道の研究に努めて終わることになったという。
- 一部で諸井恒平を春畦の長兄であると記述しているが、これは恒平が東諸井家の家督を継いだために生じた誤解と考えられる。実際は次男であるから、春畦にとっては次兄である（長兄は諸井逸郎であり、彼は家督を継がなかった）。